# Leipsic (fiume)
Il Leipsic è un fiume che scorre interamente nella Contea di Kent, nel Delaware; nasce 13 km a nordovest di Dover e, dopo aver superato Leipsic, sfocia nella baia del Delaware a est di Dover. L'estuario del fiume è circondato da estese zone umide protette, facenti parte del Bombay Hook National Wildlife Refuge.